# Diskografie Becky Hill
Toto je seznam vydané diskografie anglické zpěvačky Becky Hill.

## Alba

### Studiová alba
| Název                      | Detaily                                            | Umístění v hitparádách | Umístění v hitparádách | Umístění v hitparádách | Umístění v hitparádách | Umístění v hitparádách | Umístění v hitparádách | Umístění v hitparádách | Prodeje       | Certifikace     |
| Název                      | Detaily                                            | UK                     | IRE                    | NLD                    | NOR                    | NZ                     | SCO                    | US Dance               | Prodeje       | Certifikace     |
| -------------------------- | -------------------------------------------------- | ---------------------- | ---------------------- | ---------------------- | ---------------------- | ---------------------- | ---------------------- | ---------------------- | ------------- | --------------- |
| Only Honest on the Weekend | - Vydáno: 27. srpna 2021 - Vydavatelství: Polydor  | 7                      | 5                      | 99                     | 18                     | —                      | 6                      | 4                      | - UK: 107,843 | - BPI: Platinum |
| Believe Me Now?            | - Vydáno: 31. května 2024 - Vydavatelství: Polydor | 3                      | 54                     | —                      | —                      | 29                     | 7                      | —                      |               | - BPI: Silver   |

### Kompilační alba
| Title       | Detaily                                                     | Umístění v hitparádách | Umístění v hitparádách | Umístění v hitparádách | Umístění v hitparádách | Certifikace     |
| Title       | Detaily                                                     | UK                     | FRA                    | IRE                    | US Dance               | Certifikace     |
| ----------- | ----------------------------------------------------------- | ---------------------- | ---------------------- | ---------------------- | ---------------------- | --------------- |
| Get to Know | - Vydáno: 27. září 2019 - Vydavatelství: Eko Music, Polydor | 20                     | 173                    | 14                     | 15                     | - BPI: Platinum |

## Extended play
| Název     | Detaily                                                           |
| --------- | ----------------------------------------------------------------- |
| Eko       | - Vydáno: 11. srpna 2017 - Vydavatelství: Eko Music Ltd           |
| Christmas | - Vydáno: 4. prosince 2021 - Vydavatelství: Universal Music Group |

## Singly

### Jako hlavní umělkyně
| "Gecko (Overdrive)" (s Oliver Heldens)                                                  | 2014 | 1   | 1  | 71  | 35 | 23 | 30 | 48 | 55 | 23 | 33 | - BPI: 3× Platinum - BVMI: Gold - RMNZ: Platinum                                                                              | Get to Know                                                            |
| "Caution to the Wind"                                                                   | 2014 | —   | —  | —   | —  | —  | —  | —  | —  | —  | —  | | Singly bez alb                                                         |
| "Losing"                                                                                | 2014 | 56  | —  | —   | —  | —  | —  | —  | —  | —  | —  | | Singly bez alb                                                         |
| "All My Love" (s Watermät a TAI)                                                        | 2015 | 115 | 28 | —   | —  | —  | —  | —  | —  | —  | —  | | Singly bez alb                                                         |
| "Back to My Love" (feat. Little Simz)                                                   | 2016 | —   | —  | —   | —  | —  | —  | —  | —  | —  | —  | | Eko                                                                    |
| "Piece of Me" (s MK)                                                                    | 2016 | 37  | 12 | —   | —  | —  | 53 | —  | —  | —  | 30 | - BPI: 2× Platinum | Get to Know                                                            |
| "False Alarm" (s Matoma)                                                                | 2016 | 28  | 12 | —   | —  | —  | 51 | —  | 11 | —  | 16 | - BPI: Platinum - RIAA: Gold - RMNZ: Gold                                                                                     | Get to Know                                                            |
| "Warm"                                                                                  | 2016 | —   | —  | —   | —  | —  | —  | —  | —  | —  | —  | | Eko                                                                    |
| "Rude Love"                                                                             | 2017 | —   | —  | —   | —  | —  | —  | —  | —  | —  | —  | | Eko                                                                    |
| "Unpredictable"                                                                         | 2017 | —   | —  | —   | —  | —  | —  | —  | —  | —  | —  | | Eko                                                                    |
| "Sunrise In the East"                                                                   | 2018 | —   | 38 | —   | —  | —  | —  | —  | —  | —  | —  | | Get to Know                                                            |
| "Back & Forth" (s MK a Jonas Blue)                                                      | 2018 | 12  | 2  | 88  | —  | —  | 11 | —  | —  | —  | 32 | - BPI: Platinum - RMNZ: Gold                                                                                                  | Get to Know                                                            |
| "I Could Get Used to This" (s Weiss)                                                    | 2019 | 45  | 6  | —   | —  | —  | 30 | —  | —  | —  | —  | - BPI: Platinum | Get to Know                                                            |
| "Wish You Well" (se Sigala)                                                             | 2019 | 8   | 1  | —   | —  | —  | 8  | —  | —  | 64 | 32 | - BPI: 2× Platinum - RMNZ: Gold                                                                                               | Get to Know                                                            |
| "Lose Control" (s Meduza a Goodboys)                                                    | 2019 | 11  | 2  | 11  | 53 | 30 | 7  | 19 | 75 | 22 | 4  | - BPI: 2× Platinum - ARIA: 4× Platinum - BVMI: Platinum - GLF: Platinum - IFPI AUT: Gold - RIAA: Platinum - RMNZ: 2× Platinum | Get to Know                                                            |
| "Only You"                                                                              | 2019 | —   | —  | —   | —  | —  | —  | —  | —  | —  | —  | | Christmas                                                              |
| "Better Off Without You" (feat. Shift K3Y)                                              | 2020 | 14  | —  | —   | —  | —  | 15 | —  | —  | —  | 46 | - BPI: Platinum - ARIA: Gold                                                                                                  | Only Honest on the Weekend                                             |
| "Nothing Really Matters" (s Tiësto)                                                     | 2020 | 76  | 18 | —   | —  | —  | —  | 56 | —  | —  | 24 | | The London Sessions                                                    |
| "Heaven on My Mind" (se Sigala)                                                         | 2020 | 14  | 6  | —   | —  | —  | 19 | —  | —  | —  | 46 | - BPI: Platinum - ARIA: Gold                                                                                                  | Only Honest on the Weekend                                             |
| "Space"                                                                                 | 2020 | 79  | —  | —   | —  | —  | —  | —  | —  | —  | —  | | Only Honest on the Weekend (Deluxe)                                    |
| "Forever Young"                                                                         | 2020 | 35  | —  | —   | —  | —  | —  | —  | —  | —  | —  | - BPI: Silver | Christmas                                                              |
| "Wake Up with You" (s Bruno Martini a Magnificence)                                     | 2021 | —   | —  | —   | —  | —  | —  | —  | —  | —  | —  | | Original                                                               |
| "Last Time"                                                                             | 2021 | 39  | —  | —   | —  | —  | 51 | —  | —  | —  | —  | - BPI: Gold | Only Honest on the Weekend                                             |
| "Remember" (s David Guetta)                                                             | 2021 | 3   | 1  | 34  | —  | —  | 3  | 6  | 51 | 96 | 8  | - BPI: 3× Platinum - ARIA: 3× Platinum - GLF: 2× Platinum - RIAA: Gold - RMNZ: 2× Platinum                                    | Only Honest on the Weekend                                             |
| "My Heart Goes (La Di Da)" (feat. Topic)                                                | 2021 | 11  | 1  | 100 | —  | 87 | 6  | —  | —  | —  | 26 | - BPI: Platinum - ARIA: 2× Platinum - GLF: Gold - RMNZ: Gold                                                                  | Only Honest on the Weekend                                             |
| "Here for You" (s Wilkinson)                                                            | 2022 | 43  | 12 | —   | —  | —  | —  | —  | —  | —  | —  | - BPI: Silver - RMNZ: Platinum                                                                                                | Cognition                                                              |
| "Run" (s Galantis)                                                                      | 2022 | 21  | 7  | —   | —  | —  | 36 | 92 | —  | —  | 17 | - BPI: Gold | Only Honest on the Weekend (Deluxe)                                    |
| "Crazy What Love Can Do" (s David Guetta a Ella Henderson)                              | 2022 | 5   | 2  | —   | 64 | 26 | 5  | 13 | 57 | 29 | 12 | - BPI: 2× Platinum - ARIA: Platinum - BVMI: Gold - IFPI AUT: Platinum - RMNZ: Gold                                            | Only Honest on the Weekend (Deluxe) a Everything I Didn't Say and More |
| "History" (s Joel Corry)                                                                | 2022 | 18  | 9  | —   | —  | —  | 13 | 88 | —  | —  | 30 | - BPI: Silver | Only Honest on the Weekend (Deluxe) a Another Friday Night             |
| "Heaven"                                                                                | 2023 | —   | —  | —   | —  | —  | —  | —  | —  | —  | —  | | Singl bez alb                                                          |
| "Side Effects" (feat. Lewis Thompson)                                                   | 2023 | 35  | 12 | —   | —  | —  | 42 | —  | —  | —  | 20 | - BPI: Silver | Believe Me Now?                                                        |
| "Disconnect" (feat. Chase & Status)                                                     | 2023 | 6   | 2  | —   | —  | —  | 26 | —  | —  | —  | 34 | - BPI: Platinum - RMNZ: Platinum                                                                                              | Believe Me Now?                                                        |
| "Never Be Alone" (feat. Sonny Fodera)                                                   | 2024 | 23  | 8  | —   | —  | —  | 64 | —  | —  | —  | —  | - BPI: Silver | Believe Me Now?                                                        |
| "Outside of Love"                                                                       | 2024 | 54  | 18 | —   | —  | —  | —  | —  | —  | —  | —  | | Believe Me Now?                                                        |
| "Right Here"                                                                            | 2024 | 60  | 17 | —   | —  | —  | —  | —  | —  | —  | —  | | Believe Me Now?                                                        |
| "True Colours" (s Self Esteem)                                                          | 2024 | —   | —  | —   | —  | —  | —  | —  | —  | —  | —  | | Believe Me Now?                                                        |
| "Multiply"                                                                              | 2024 | —   | —  | —   | —  | —  | —  | —  | —  | —  | —  | | Believe Me Now?                                                        |
| "Indestructible" (s Andy C)                                                             | 2024 | 56  | 9  | —   | —  | —  | —  | —  | —  | —  | —  | | Believe Me Now?                                                        |
| "Swim" (s MK)                                                                           | 2024 | —   | 38 | —   | —  | —  | —  | —  | —  | —  | —  | | Believe Me Now?                                                        |
| "Surrender" (s Alesso)                                                                  | 2025 | —   | —  | —   | —  | —  | —  | —  | —  | —  | —  | | Singl bez alb                                                          |
| "—" značí, že se nahrávka neumístila v hitparádách nebo v tomto území ani nebyla vydána |      |     |    |     |    |    |    |    |    |    |    | |                                                                        |

### Jako vedlejší umělkyně
| Název                                                                                                | Rok  | Umístění v hitparádách | Umístění v hitparádách | Umístění v hitparádách | Umístění v hitparádách | Certifikace                            | Album                            |
| Název                                                                                                | Rok  | UK                     | UK Dance               | BEL (FL)               | SCO                    | Certifikace                            | Album                            |
| --- | ---- | ---------------------- | ---------------------- | ---------------------- | ---------------------- | -------------------------------------- | -------------------------------- |
| "Afterglow" (Wilkinson feat. Becky Hill)                                                             | 2013 | 8                      | 1                      | —                      | 15                     | - BPI: 3× Platinum - RMNZ: 4× Platinum | Lazers Not Included /Get to Know |
| "Powerless" (Rudimental feat. Becky Hill)                                                            | 2014 | 73                     | 19                     | —                      | 90                     |                                        | Home                             |
| "Kiss My (Uh Oh) (Girl Power Remix)" (Anne-Marie a Little Mix feat. Becky Hill, Raye & Stefflon Don) | 2021 | —                      | —                      | —                      | —                      |                                        | Singl bez alb                    |
| "Hold On" (Netsky feat. Becky Hill)                                                                  | 2021 | —                      | —                      | 45                     | —                      | - RMNZ: 2× Platinum                    | Second Nature                    |
| "Don't Know About You" (B Live feat. Becky Hill a Jme)                                               | 2021 | —                      | —                      | —                      | —                      |                                        | Singl bez alb                    |
| "—" značí, že se nahrávka neumístila v hitparádách nebo v tomto území ani nebyla vydána              |      |                        |                        |                        |                        |                                        |                                  |

### Promo singly
| Název                                    | Rok  | Album                               |
| ---------------------------------------- | ---- | ----------------------------------- |
| "Business" (s Ella Eyre)                 | 2021 | Only Honest on the Weekend          |
| "Have Yourself a Merry Little Christmas" | 2021 | Christmas                           |
| "Personally"                             | 2021 | Only Honest on the Weekend (Deluxe) |
| "Swim" (s MK)                            | 2024 | Believe Me Now?                     |

## Spoluumělkyně
| Název          | Rok  | Další umělec                                 | Album                           |
| -------------- | ---- | -------------------------------------------- | ------------------------------- |
| "Sing It Back" | 2017 | Pete Tong, Jules Buckley, Heritage Orchestra | Ibiza Classic                   |
| "Over You"     | 2020 | Tiësto                                       | The London Sessions             |
| "Hold On"      | 2020 | Netsky                                       | Second Nature                   |
| "Everything"   | 2021 | —                                            | Everybody's Talking About Jamie |